# Lack-Zistrose
Die Lack-Zistrose (Cistus ladanifer)  ist eine Pflanzenart aus der Gattung der Zistrosen (Cistus) in der Familie  der Zistrosengewächse (Cistaceae).

## Beschreibung

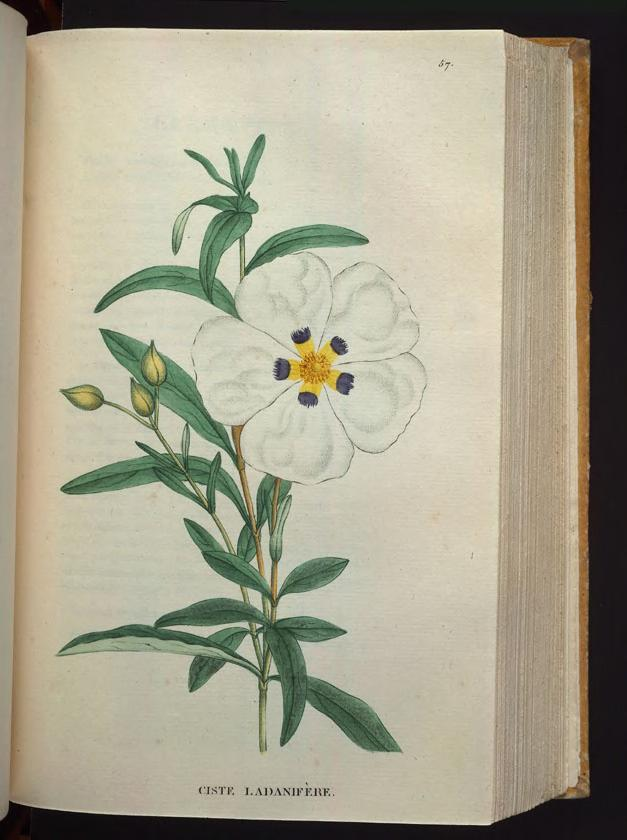
Illustration aus Traite des arbrisseaux et des arbustes cultives en France et en pleine terre, Illustration 57

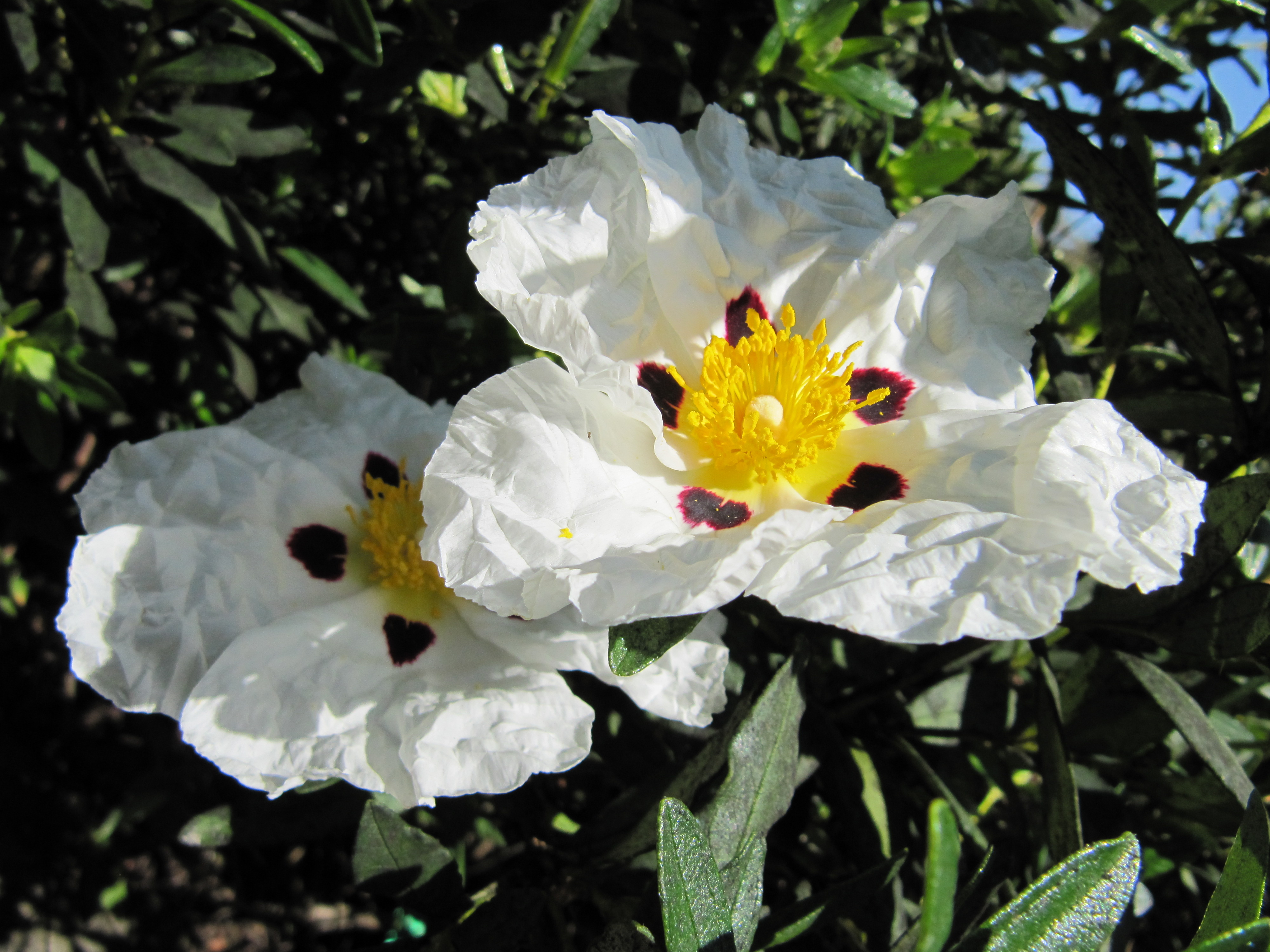
Blüten mit den vielen Staubblättern

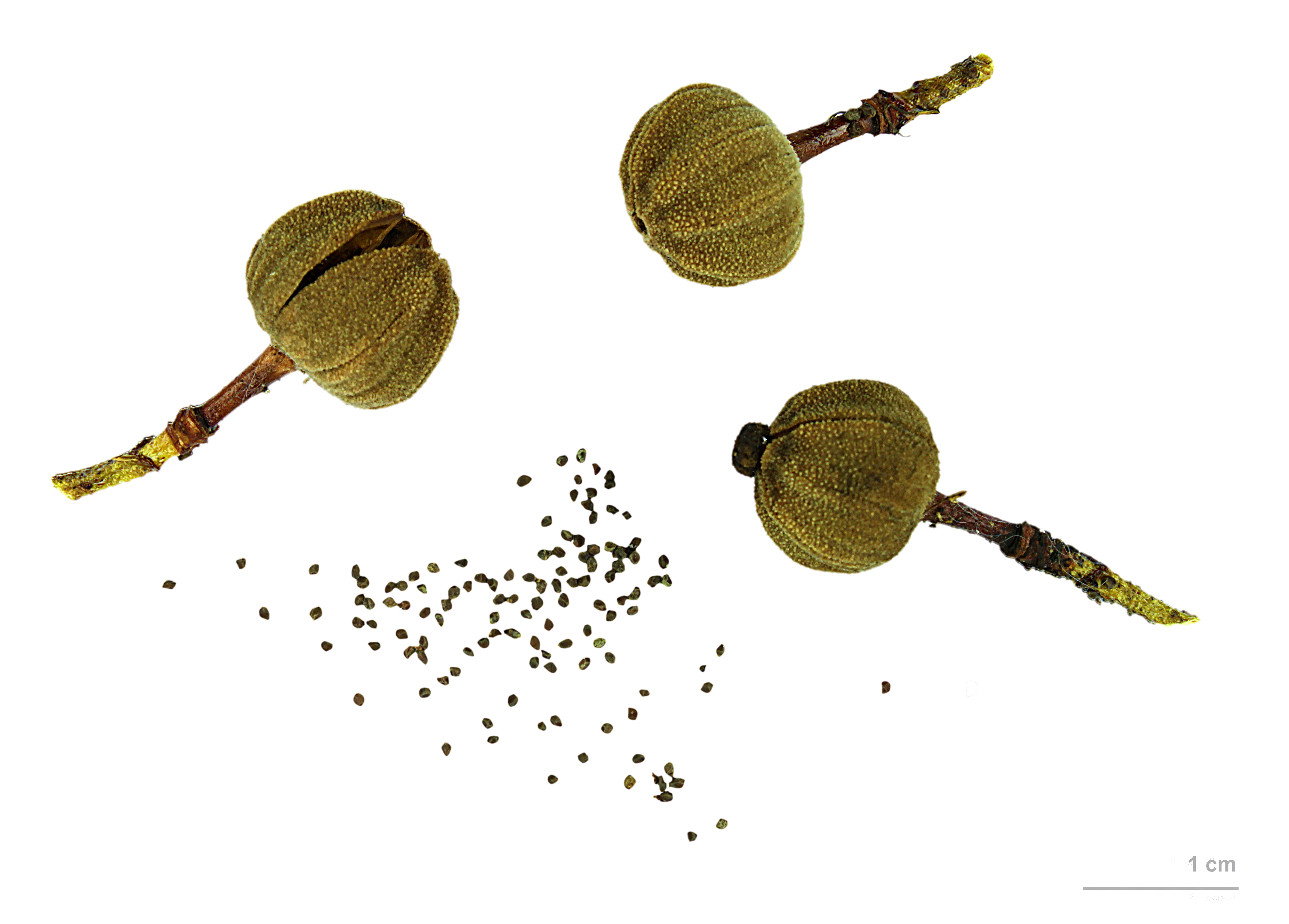
Früchte und Samen

### Vegetative Merkmale
Die Lack-Zistrose wächst als sparrig-verzweigter Strauch oder Halbstrauch und erreicht Wuchshöhen bis über 250 Zentimeter. Sie riecht harzig-aromatisch und ist stark drüsig-klebrig.
Die gegenständig angeordneten und ledrigen Laubblätter sind nahezu sitzend. Die einfache und ganzrandige, stumpfe bis spitze Blattspreite ist bei einer Länge bis zu 6–12 Zentimetern sowie einer Breite von bis etwa 1,5–2,5 Zentimetern schmal eilanzettlich bis lanzettlich oder verkehrt-eilanzettlich. Der Blattrand ist öfter leicht umgebogen. Die Blätter sind von der Basis an bis auf ein Drittel ihrer Länge 3-nervig. Die Blattunterseite ist dicht weißfilzig behaart und die -oberseite ist meist kahl, dunkelgrün sowie glänzend.

### Generative Merkmale
Die Blütezeit reicht von April bis Juni. Die recht großen Blüten erscheinen einzeln.
Die zwittrigen Blüten sind bei einem Durchmesser von 7 bis 10 Zentimetern radiärsymmetrisch mit doppelter Blütenhülle. Die drei schuppigen Kelchblätter sind am Rand bewimpert und drüsig-klebrig. Die fünf bis 3–5 Zentimeter langen, knittrigen Kronblätter sind weiß und an ihrer Basis ist oft jeweils ein gelber oder dunkelpurpurfarbener Fleck vorhanden. Es sind viele Staubblätter vorhanden. Die Griffel des behaarten Fruchtknotens sind sehr kurz, die kopfige Narbe ist groß. Die Blütezeit geht von April bis Juni.
Die kugelförmige und behaarte, vielsamige Kapselfrucht mit beständigem Kelch ist sechs- bis zehnfächrig. Die vielen kantigen Samen sind hart und etwa 1 Millimeter groß.
Die Chromosomenzahl beträgt 2n = 18.

## Vorkommen
Die Lack-Zistrose ist im westlichen Mittelmeerraum auf der Iberischen Halbinsel, in Frankreich und Nordwestafrika verbreitet. Auf den Kanarischen Inseln Gran Canaria sowie Teneriffa ist Cistus ladanifer subsp. ladanifer ein Neophyt.
Standorte sind meist Macchien, lichte offene Wälder auf kalkfreien, sauren Böden.

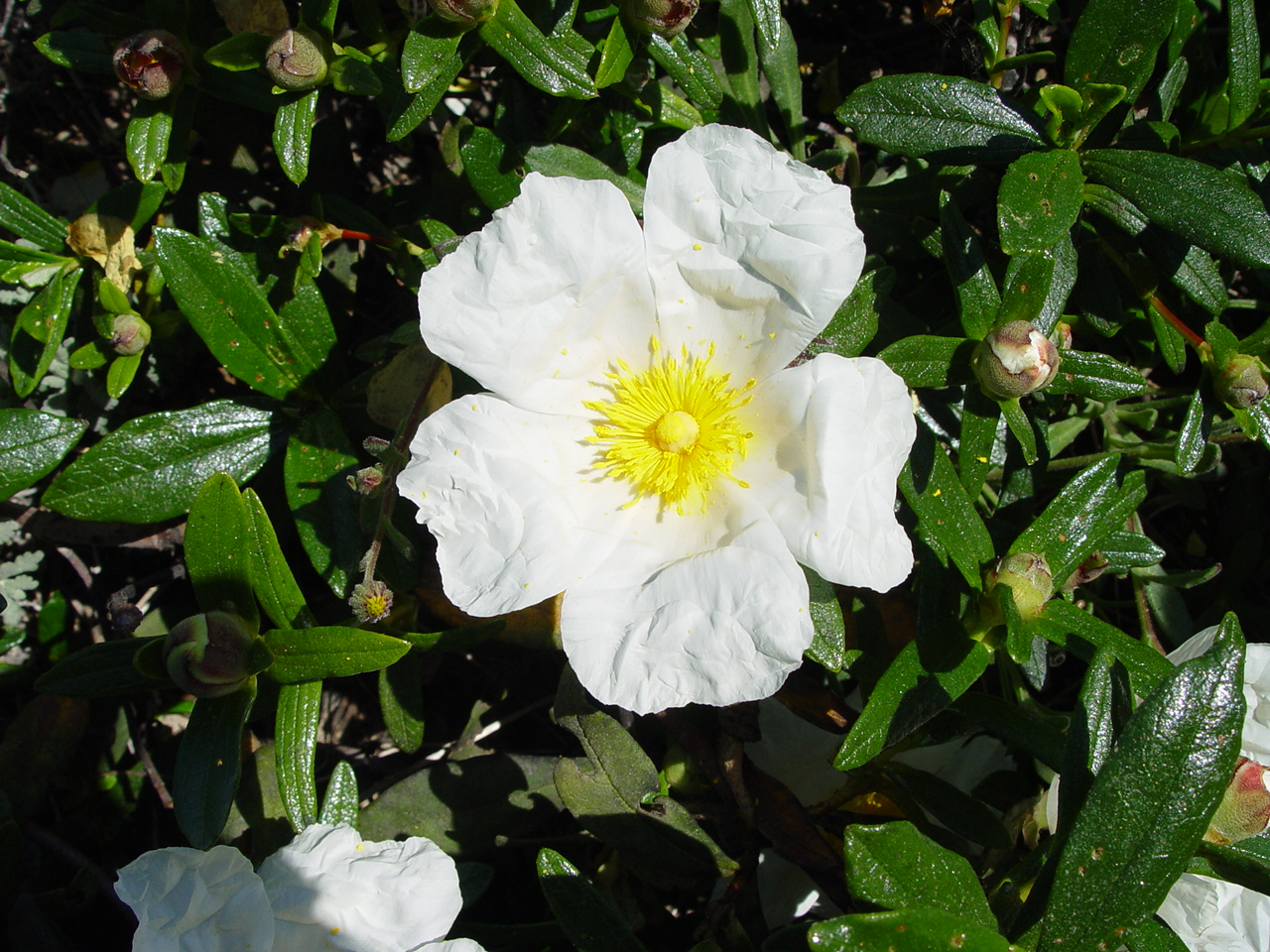
Laubblätter, Blütenknospen und geöffnete Blüte von Cistus ladanifer subsp. sulcatus

## Systematik
Die Erstveröffentlichung von Cistus ladanifer erfolgte 1753 durch Carl von Linné in Species Plantarum, Tomus I, S. 523.
Das Artepitheton ladanifer deutet darauf hin, dass auch diese Art das Harz Ladanum produziert. Sie gehört zur Untergattung Leucocistus bzw. zur Klade der weiß- bis rosa-blühenden Zistrosen.
Je nach Autor gibt es etwa drei Unterarten:
- Cistus ladanifer L. subsp. ladanifer (Syn.: Cistus ladanifer L. var. ladanifer): Sie kommt in Portugal, Spanien und Südfrankreich vor. Auf den Kanarischen Inseln Gran Canaria sowie Teneriffa ist sie ein Neophyt.[1]
- Cistus ladanifer subsp. mauritianus Pau & Sennen (Syn.: Cistus ladanifer subsp. africanus Dans.): Sie kommt in Marokko, Algerien und im südspanischen Andalusien vor.[7][1]
- Cistus ladanifer subsp. sulcatus (Demoly) P.Monts. (Syn.: Cistus palhinhae Ingram, Cistus ladanifer var. sulcatus Demoly): Dieser Endemit kommt nur im südwestlichen Portugal vor.[1]

## Nutzung
Die Lack-Zistrose ist seit 1656 in Kultur. Sie wird für die Herstellung von Ladanum (gelegentlich auch Laudanum genannt) verwendet.

## Trivialnamen
Auf der Iberischen Halbinsel, dem Hauptverbreitungsgebiet der Lack-Zistrose zeugt die Vielfalt der volkstümlichen Namen von der kulturellen Bedeutung dieser Art. So kennt das Portugiesische über 15 verschiedene Namen für Cistus ladanifer: esteva, xara, cerguaço, esteva-de-flor-toda-branca, esteva-do-ládano, esteva-lada, esteva-ordinária, estevas, estevão, lada, ládano, ledon, ládano-de-espanha, flor-das-cinco-chagas, estêva, lábdano oder roselha. Das Spanische bzw. das Kastilische hat sogar rund 30 unterschiedliche Namen für diese Art:  estepa, estepa blanca, estepa de ládano, estepa del ladán, estepa ladanífera, hierba lobera, jara, jaracepa, jara común, jara de flor manchada, jara de hornos, jara de ládano, jara de las cinco llagas, jara de ládano, jara del ládano, jara de Sierra Morena,  jara estepa y pegajosa, jara gomosa, jara ladanifera, jara manchega, jara melosa, jara negra, jara pegajosa, jara pegantosa, jara pringosa, pringue, lada ladón, ládano, ladón, ledo, mangala, mangla, meloja, manchada, jara manchada, jurazgo blanco, mangala, mánguila, rosa de la jara. Die Bezeichnungen im Französischen sind ciste ladanifère, ciste porte-laudanum oder ciste à gomme.